# Побленсе
«Побленсе» (исп. UD Poblense) — испанский футбольный клуб из города Ла-Пуэбла, в автономном сообществе Балеарские острова. Клуб основан в 1935 году, домашние матчи проводит на стадионе «Ноу Камп де Са Побла», вмещающем 8 000 зрителей. В Примере и Сегунде команда никогда не выступала, лучшим результатом является 6-е место в Сегунде B в 1985/86.

## Сезоны по дивизионам
- Сегунда B — 8 сезонов
- Терсера — 55 сезонов
- Региональные лиги — 26 сезонов

## Достижения
- Терсера
  - Победитель (2): 1980/81, 1981/82

## Известные игроки и воспитанники
- Кунди
- Рубен Эпити

## Известные тренеры
- Лоренсо Серра Феррер